# Prémio Screen Actors Guild 2003
A 9.ª edição dos Prémios Screen Actors Guild foi apresentada em Los Angeles em 9 de março de 2003.

## Indicados e vencedores

### Cinema
| Melhor Ator principal - Daniel Day-Lewis – Gangs of New York como William "Bill the Butcher" Cutting - Adrien Brody – The Pianist como Władysław Szpilman - Nicolas Cage – Adaptation. como Charlie Kaufman / Donald Kaufman - Richard Gere – Chicago como Billy Flynn - Jack Nicholson – About Schmidt como Warren Schmidt | Melhor Atriz principal - Renée Zellweger – Chicago como Roxie Hart - Salma Hayek – Frida como Frida Kahlo - Nicole Kidman – The Hours como Virginia Woolf - Julianne Moore – Far from Heaven como Cathy Whitaker - Diane Lane – Unfaithful como Connie Sumner                             |
| Melhor Ator secundário - Christopher Walken – Catch Me If You Can como Frank Abagnale, Sr. - Chris Cooper – Adaptation. como John Laroche - Ed Harris – The Hours como Richard "Ritchie" Brown - Alfred Molina – Frida como Diego Rivera - Dennis Quaid – Far from Heaven como Frank Whitaker | Melhor Atriz secundária - Catherine Zeta-Jones – Chicago como Velma Kelly - Julianne Moore – The Hours como Laura Brown - Michelle Pfeiffer – White Oleander como Ingrid Magnussen - Queen Latifah – Chicago como Matron "Mama" Morton - Kathy Bates – About Schmidt como Roberta Hertzel |
| Melhor Elenco - Chicago – Christine Baranski, Taye Diggs, Colm Feore, Richard Gere, Mýa, Lucy Liu, Queen Latifah, John C. Reilly, Renée Zellweger e Catherine Zeta-Jones - Adaptation – Nicolas Cage, Chris Cooper, Brian Cox, Cara Seymour, Meryl Streep e Tilda Swinton - The Hours – Toni Collette, Claire Danes, Jeff Daniels, Stephen Dillane, Ed Harris, Allison Janney, Nicole Kidman, Julianne Moore, John C. Reilly, Miranda Richardson e Meryl Streep - The Lord of the Rings: The Two Towers – Sean Astin, Cate Blanchett, Orlando Bloom, Billy Boyd, Brad Dourif, Bernard Hill, Christopher Lee, Ian McKellen, Dominic Monaghan, Viggo Mortensen, Miranda Otto, John Rhys-Davies, Andy Serkis, Liv Tyler, Hugo Weaving, David Wenham e Elijah Wood - My Big Fat Greek Wedding – Gia Carides, Michael Constantine, John Corbett, Joey Fatone, Lainie Kazan, Andrea Martin e Nia Vardalos | |

### Televisão
| Melhor Ator em minissérie ou filme para televisão - William H. Macy – Door to Door (TNT) como Bill Porter - Albert Finney – The Gathering Storm (HBO) como Winston Churchill - Brad Garrett – Gleason (CBS) como Jackie Gleason - Sean Hayes – Martin and Lewis (CBS) como Jerry Lewis - John Turturro – Monday Night Mayhem (TNT) como Howard Cosell | Melhor Atriz em minissérie ou filme para televisão - Stockard Channing – The Matthew Shepard Story (NBC) como Judy Shepard - Kathy Bates – My Sister's Keeper (CBS) como Christine Chapman - Helen Mirren – Door to Door (TNT) como Mrs. Porter - Uma Thurman – Hysterical Blindness (HBO) como Debby Miller - Vanessa Redgrave – The Gathering Storm (HBO) como Clementine Churchill |
| Melhor Ator em série dramática - James Gandolfini – The Sopranos (HBO) como Tony Soprano - Michael Chiklis – The Shield (FX) como Vic Mackey - Martin Sheen – The West Wing (NBC) como Josiah "Jed" Bartlet - Treat Williams – Everwood (The WB) como Andrew "Andy" Brown - Kiefer Sutherland – 24 (Fox) como Jack Bauer | Melhor Atriz em série dramática - Edie Falco – The Sopranos (HBO) como Carmela Soprano - Amy Brenneman – Judging Amy (CBS) como Amy Gray - Lorraine Bracco – The Sopranos (HBO) como Jennifer Melfi - Allison Janney – The West Wing (NBC) como C. J. Cregg - Lily Tomlin – The West Wing (NBC) como Deborah Fiderer                                                                  |
| Melhor Ator em série de comédia - Sean Hayes – Will & Grace (NBC) como Jack McFarland - Bernie Mac – The Bernie Mac Show (Fox) como Bernie McCollough - Matt LeBlanc – Friends (NBC) como Joey Tribbiani - Ray Romano – Everybody Loves Raymond (CBS) como Ray Barone - Tony Shalhoub – Monk (USA Network) como Adrian Monk | Melhor Atriz em série de comédia - Megan Mullally – Will & Grace (NBC) como Karen Walker - Kim Cattrall – Sex and the City (HBO) como Samantha Jones - Jennifer Aniston – Friends (NBC) como Rachel Green - Patricia Heaton – Everybody Loves Raymond (CBS) como Debra Barone - Jane Kaczmarek – Malcolm in the Middle (Fox) como Lois Wilkerson                                      |
| Melhor Elenco em série dramática - Six Feet Under (HBO) – Lauren Ambrose, Frances Conroy, Rachel Griffiths, Michael C. Hall, Richard Jenkins, Peter Krause, Freddy Rodriguez, Jeremy Sisto e Mathew St. Patrick - 24 (Fox) – Reiko Aylesworth, Xander Berkeley, Carlos Bernard, Sarah Clarke, Elisha Cuthbert, Michelle Forbes, Laura Harris, Dennis Haysbert, Leslie Hope, Penny Johnson Jerald, Phillip Rhys, Kiefer Sutherland e Sarah Wynter - CSI: Crime Scene Investigation (CBS) – Gary Dourdan, George Eads, Jorja Fox, Paul Guilfoyle, Robert David Hall, Marg Helgenberger, William Petersen e Eric Szmanda - The Sopranos (HBO) – Lorraine Bracco, Federico Castelluccio, Dominic Chianese, Drea de Matteo, Edie Falco, James Gandolfini, Robert Iler, Michael Imperioli, Joe Pantoliano, Steve Schirripa, Jamie-Lynn Sigler, Tony Sirico, Aida Turturro, Steven Van Zandt e John Ventimiglia - The West Wing (NBC) – Stockard Channing, Dulé Hill, Allison Janney, Joshua Malina, Rob Lowe, Janel Moloney, Richard Schiff, Martin Sheen, John Spencer e Bradley Whitford | |
| Melhor Elenco em série de comédia - Everybody Loves Raymond (CBS) – Peter Boyle, Brad Garrett, Patricia Heaton, Doris Roberts, Ray Romano e Madylin Sweeten - Frasier (NBC) – Peri Gilpin, Kelsey Grammer, Jane Leeves, John Mahoney e David Hyde Pierce - Friends (NBC) – Jennifer Aniston, Courteney Cox, Lisa Kudrow, Matt LeBlanc, Matthew Perry e David Schwimmer - Sex and the City (HBO) – Kim Cattrall, Kristin Davis, Cynthia Nixon e Sarah Jessica Parker - Will & Grace (NBC) – Sean Hayes, Eric McCormack, Debra Messing, Shelley Morrison e Megan Mullally | |

### Prémio Screen Actors Guild Life Achievement
- Clint Eastwood[5]